# Corumbiara
Corumbiara é um município brasileiro do estado de Rondônia. Localiza-se a uma latitude 12°59'55" sul e a uma longitude 60°56'37" oeste, estando a uma altitude de 340 metros. Sua população estimada em 2019 pelo Instituto Brasileiro de Geografia e Estatística (IBGE) foi de 7 391 habitantes.

## História
Originou do NUAR Nova Esperança, integrante do Projeto de Colonização Paulo de Assis Ribeiro / INCRA. Tornando-se destacado núcleo agropecuário, com expressivo desenvolvimento sócio-econômico, foi elevado a município pela Lei Estadual nº 377, de 13 de fevereiro de 1992, com a denominação de Corumbiara em homenagem a esse importante rio afluente da margem direita do rio Guaporé, sendo desmembrado da área territorial dos municípios de Colorado do Oeste e Vilhena.
Na lei de criação do município ficou definido os limites: partindo da foz do rio Tanaru, no rio Pimenta Bueno, pelo qual sobe até seu primeiro afluente da margem esquerda, logo após a foz do rio Cachoeira Perdida; por este afluente da margem esquerda até suas nascentes na serra dos Parecis; daí segue o divisor de águas Escondido/Corumbiara até o divisor de águas Guaporé/Corumbiara; por este divisor segue até o encontro do meridiano 61º00’00” com o rio Corumbiara; daí desce o rio Corumbiara até o rio Verde; sobe este rio até suas nascentes na Chapada dos Parecis; segue a dita  Chapada até as nascentes do rio Tanaru; desce por este até o rio Pimenta Bueno, ponto de partida.

## Geografia

### Hidrografia
A riqueza natural de Corumbiara atraiu a atenção de pesquisadores da Unir – Universidade Federal de Rondônia, que se propuseram a estudar e levantar a situação sócio-ambiental da área. Resultados preliminares indicam que a má utilização dos recursos naturais pode levar a região a um colapso ambiental. Principalmente no que tange à parte de recursos hídricos.
A pesquisa conta com a atuação de pesquisadores ligados a vários centros de pesquisa, entre eles dois laboratórios da Unir: o Labogeopa (Laboratório de Geografia e Planejamento Ambiental), ligado ao Departamento de Geografia, e o GSM – CDR (Grupo de Simulação e Modelagem – Centro de Desenvolvimento Regional), ligado ao Departamento de Informática. Nas regiões em torno de cada uma das cidades está praticamente tudo desmatado”, disse o professor doutor Sérgio Luis de Medeiros, economista ligado ao Departamento de Informática da Unir.
“Em termos hídricos a situação é caótica e demanda ações emergenciais para fomentar a recuperação das áreas degradadas ao longo dos rios e, principalmente, nos entornos das nascentes”, emenda a professora mestre Eleonice de Fátima Dal Magro, do campus da Unir em Cacoal e cujos estudos hídricos na região da bacia do rio Corumbiara deverão lhe render o título de doutorado. “Trata-se de uma região com enorme potencial hídrico e que exerce grande influência no rio Guaporé. Se ficar como está, as perspectivas são péssimas já no médio prazo. Quanto mais o tempo passa, mais remotas ficam as chances de reversão do quadro”.

### Crescimento Demográfico

#### Dados gerais
As informações populacionais foram baseadas nos censos demográficos realizados pelo IBGE nos anos de 1970, 1980, 1991 e 2000. Além disso, também é possível encontrar as estimativas dos anos de 2001, 2002 e 2003, somente para os municípios. A metodologia utilizada pelo IBGE em relação à população residente total, por sexo e situação de domicílio é referente aos moradores habituais em cada residência. O recenseamento dos moradores habituais do domicílio que estavam ausentes na data de referência é apresentado respeitando a presença inferior a 12 meses na residência em relação à data em que foi feito o recenseamento.
Já o cálculo para a estimativa populacional respeita uma série de equações estatística desenvolvidas pelo IBGE na década de 1990 dispostas abaixo.
Metodologia adotada nas estimativas populacionais municipais:
O modelo adotado para estimar os contingentes populacionais dos municípios brasileiros emprega metodologia desenvolvida pelos demógrafos Madeira e Simões, onde se observa a tendência de crescimento populacional do município, entre 2 Censos Demográficos consecutivos, em relação à mesma tendência de uma área geográfica hierarquicamente superior (área maior).
O método requer a existência de uma projeção populacional, que leve em consideração a evolução das componentes demográficas (fecundidade, mortalidade e migração), para uma área maior que o município, quer dizer, para a Unidade da Federação, Grande Região ou País. Desta forma, o modelo matemático desenvolvido estaria atrelado à dinâmica demográfica da área maior.
Em síntese, o que a metodologia preconiza é que:
Se a tendência de crescimento populacional do município entre os Censos for positiva, a estimativa populacional será maior que a verificada no último levantamento censitário; caso contrário, a estimativa apontará valor inferior ao último Censo, segundo o IBGE.
A população total do município era de 8.802 de habitantes, de acordo com o censo demográfico do IBGE (2010).
Sua área é de 3.060,32 km² representando 1.2881% do Estado, 0.0794% da região e 0.036% de todo o território brasileiro.
Seu IDH é de 0.668 segundo o Atlas de Desenvolvimento Humano/PNUD (2000).

#### IDH
O Programa das Nações Unidas para o Desenvolvimento (PNUD) divulga todos os anos o Índice de Desenvolvimento Humano (IDH). A elaboração do IDH tem como objetivo oferecer um contraponto a outro indicador, o Produto Interno Bruto (PIB), e parte do pressuposto que para dimensionar o avanço não se deve considerar apenas a dimensão econômica, mas também outras características sociais, culturais e políticas que influenciam a qualidade da vida humana.
No IDH estão equacionados três sub-índices direcionados às análises educacionais, renda e de longevidade de uma população. O resultado das análises educacionais é medida por uma combinação da taxa de alfabetização de adultos e a taxa combinada nos três níveis de ensino (fundamental, médio e superior). Já o resultado do sub-índice renda é medido pelo poder de compra da população, baseado pelo PIB per capita ajustado ao custo de vida local para torna-lo comparável entre países e regiões, através da metodologia conhecida como paridade do poder de compra (PPC). E por último, o sub-índice longevidade tenta refletir as contribuições da saúde da população medida pela esperança de vida ao nascer.
A metodologia de cálculo do IDH envolve a transformação destas três dimensões em índices de longevidade, educação e renda, que variam entre 0 (pior) e 1 (melhor), e a combinação destes índices em um indicador síntese. Quanto mais próximo de 1 o valor deste indicador, maior será o nível de desenvolvimento humano do país ou região.

## Infra-estrutura
Esta Área temática engloba dados e indicadores referentes à infra-estrutura e ao saneamento básico brasileira. As informações estão organizadas por número de domicílios particulares permanentes e moradores. Os dados/indicadores foram pesquisados no Censo Demográfico do IBGE/SIDRA.
O menu Infra-estrutura apresenta 5 indicadores. Este bloco reúne resultados de número total de domicílios particulares permentes e moradores, tipo de abastecimento de água, tipo de esgotamento sanitário, número de banheiros no domicílio e o destino do lixo.

## Educação
Esta Área temática engloba dados e indicadores referentes à educação brasileira. As informações estão organizadas por nível e tipo de ensino, séries e faixas etárias. Os dados/indicadores foram pesquisados em instituições responsáveis pelo assunto, tais como, INEP - Ministério da Educação, IBGE e Atlas de Desenvolvimento Humano – PNUD.
O menu de Educação apresenta vários indicadores de diversas fontes de pesquisa. Este bloco reúne resultados de matrículas, número de professores, número de estabelecimentos de ensino, analfabetismo por faixa etária, anos de estudo da população, frequência escolar, evasão, e outros. Os Dados/Indicadores estão revelados por ano, onde cada um apresenta um recorte particular. No geral, estão agrupados nos períodos de 1991; e de 2000 a 2003; com exceção de alguns indicadores que possuem o ano de 2004.
- Centro de Estudos Paulo Freire (supletivo) — pública
- Cefih - Galileu Galilei — particular

## População
População urbana
Feminina: 994
Masculina: 1.079
Total: 2.073
População rural
Feminina: 3.816
Masculina: 4.570
Total: 8.386
População total
Feminina: 4.810
Masculina: 5 649
Total: 10.459
Cachorro: 25

## Agricultura
A agricultura de Corumbiara está quase totalmente voltada para o arroz e a soja. O urucum vem se desenvolvendo e pode ser umas das maiores culturas vegetais do município.Todo ano realiza-se um festa cultural chamada "festa do urucum" para homenagear essa cultura que vem se destacando dentro do município.

## O Massacre de Corumbiara
O massacre de Corumbiara foi o resultado de um conflito violento ocorrido em 9 de agosto de 1995 no município de Corumbiara, no estado de Rondônia. O conflito começou quando policiais entraram em confronto com camponeses sem-terra que estavam ocupando uma área, resultando na morte de 12 pessoas, entre elas uma criança de nove anos e dois policiais.